# Rivière Alick
Pour les articles homonymes, voir Alick.
La rivière Alick traverse les municipalités de Saint-Paul-de-Montminy et de Notre-Dame-du-Rosaire, dans la municipalité régionale de comté (MRC) de Montmagny, dans la région administrative de Chaudière-Appalaches, au Québec, au Canada.
La rivière Alick est un affluent de la rive sud de la rivière du Sud (Montmagny) laquelle coule d'abord vers le sud-ouest, puis vers le nord-est jusqu'à la rive sud du fleuve Saint-Laurent.

## Géographie
La rivière Alick prend sa source dans une petite vallée à la confluence du ruisseau Dominique (venant de l'est) et de la rivière du Moulin (rivière Alick) (venant du sud-est). Cette source est située dans le 1er rang, au nord du village de Saint-Paul-de-Montminy dans les Monts Notre-Dame.
À partir de sa source, la rivière Alick" coule dans une vallée encaissée sur 7,4 km selon les segments suivants :
- 0,3 km vers le nord, jusqu'à la limite entre Saint-Paul-de-Montminy et Notre-Dame-du-Rosaire ;
- 3,5 km vers le nord-ouest, en formant une longue courbe vers le nord-est, jusqu'au chemin du rang Saint-Alfred ;
- 3,6 km vers le nord-ouest, jusqu'à sa confluence.

La rivière Alick se déverse sur la rive sud de la rivière du Sud (Montmagny) à la limite des municipalités de Notre-Dame-du-Rosaire et de Sainte-Euphémie-sur-Rivière-du-Sud. Cette confluence est située à 4,6 km au sud-ouest du village de Notre-Dame-du-Rosaire et à 7,1 km au nord du centre du village de Sainte-Euphémie-sur-Rivière-du-Sud.

## Toponymie
Le toponyme Rivière Alick a été officialisé le 5 décembre 1968 à la Commission de toponymie du Québec.